# Michael Owen
Michael James Owen, född 14 december 1979, är en engelsk före detta fotbollsspelare. Han har under karriären spelat i storklubbar som Liverpool, Real Madrid och Manchester United.

## Klubbkarriär
Michael Owen är en produkt från ungdomsakademin i Liverpool FC där han matchades med Robbie Fowler. Han blev en framgångsrik målskytt i Liverpool FC under slutet av 1990-talet och början av 2000-talet. Under 2001 mottog han det prestigefyllda priset Le ballon d'or som delas ut av den franska tidningen France Football till årets bästa spelare i Europa. I augusti 2004 gick han till den spanska klubben Real Madrid, där han dock fick tillbringa största delen av tiden på bänken. 2005 gick han tillbaka till England och Newcastle United där han bildade anfallspar med legenden Alan Shearer. Det blev sju mål på elva matcher första säsongen i klubben.
3 juli 2009 stod det klart att Michael Owen, som efter att Newcastle United degraderats från Premier League varit klubblös, skrivit på för Manchester United som free transfer. Detta har kommit att betraktas som en av de märkligaste övergångarna i engelsk fotboll eftersom Owen mellan 1996 och 2004 spelade för ärkerivalen Liverpool FC och var en av klubbens stora ikoner. Owen gjorde sitt första mål för Manchester United i bortamötet mot Wigan Athletic FC den 22 augusti 2009. Han avgjorde även derbyt mellan Manchester United och Manchester City den 20 september 2009, då han i den 96:e minuten slog in 4-3. 
Den 17 maj 2012 blev det klart att Manchester United inte valde att förlänga kontraktet med Owen.

## Internationell karriär
Owen har även spelat ett flertal matcher för Englands landslag. Till hans mest minnesvärda insatser i landslaget hör hans mål mot Argentina under VM 1998, där han visade prov på snabbhet, acceleration och bollkontroll. VM 1998 innebar också Michael Owens internationella genombrott, 18 år gammal. Han deltog även med England i EM 2000, VM 2002, EM 2004 och VM 2006.
Innan VM 2006 var det osäkert om Owen kunde vara med då han i januari 2006 bröt ett ben i foten, Owen kom dock till start VM 2006, han skadade sig dock återigen, denna gång i ett ligament i högerknät i en gruppspelsmatch mot Sverige.

## Privatliv
Michael Owen är sedan 2005 gift med Louise Bonsall, som han känt sedan grundskolan, och har med henne tre barn, Gemma Rose (född 2003), James Michael (född 2006) och Emily May (född 2007). Ett intresse han har förutom fotbollen är hästar. Michael och hans familj äger själv ett antal hästar.